# Heinrich Karl Strohm

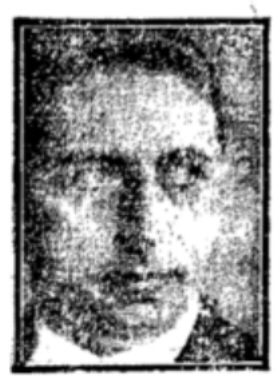
Heinrich Karl Strohm

Heinrich Karl Strohm (* 4. Februar 1895 in Elberfeld; † 9. Juni 1959 in Köln) war ein deutscher Regisseur und Theater- und Opernintendant.

## Leben
Zuerst am Theater in Kiel als Regisseur tätig, wurde er Leiter der Bayerischen Landesbühne, einem Tourneetheater. Von 1925 bis 1927 leitete er das Würzburger Stadttheater, anschließend bis 1933 das Stadttheater Aachen. Während seiner Direktionszeit an der Hamburger Oper (1933–1940) entwickelte er den vielgerühmten Hamburger Stil, womit er eine völlig harmonische Arbeit aller beteiligten Künstler erreichen wollte. 1937 beantragte er die Aufnahme in die NSDAP. 1939 führte er bei den Salzburger Festspielen Regie. Während der 5. Reichstheaterwoche gastierte er mit seinem Haus in Wien und wurde dort als Nachfolger von Erwin Kerber zum Generalintendanten – so die damalige Bezeichnung – der Wiener Staatsoper bestellt. Seine Amtszeit dauerte wegen einer schweren Erkrankung nur vom 1. September 1940 bis 31. Januar 1941. Nach seiner Genesung arbeitete er wieder als Regisseur, so inszenierte er u. a. im Dezember 1942 in Rom die Oper Der Rosenkavalier. Nach 1945 gehörte Strohm dem Vorstand des Deutschen Bühnenvereins an.
Anfang der fünfziger Jahre wirkte er kurzzeitig als Direktor der Festspiele Monschau.
Strohm war seit 1918 Mitglied der katholischen Studentenverbindung KDStV Alania Bonn.

## Tondokument
- Deutsches Rundfunkarchiv: Vortrag von Generalintendant Heinrich Karl Strohm 1936: „Über die erfolgreiche Arbeit an der Hamburger Staatsoper seit 1933“, Schallplatte 78 U 2365/8.